# Кампо-Реаль
Кампо-Реаль (ісп. Campo Real) — муніципалітет в Іспанії, у складі автономної спільноти Мадрид. Населення — 5278 осіб (2010).
Муніципалітет розташований на відстані близько 28 км на схід від Мадрида.
На території муніципалітету розташовані такі населені пункти: (дані про населення за 2010 рік)
- Кампо-Реаль: 4825 осіб
- Монтеермосо: 453 особи
- Полігоно-Борондо: 0 осіб

## Демографія
Динаміка населення (INE ):

## Галерея зображень

Розташування муніципалітету у автономній спільноті Мадрид